# 소멘 지리
후쿠오카현 이토시마시의 향토 요리. 간장과 설탕을 더한 닭고기 국물에 야채와 실곤약, 두부 등을 끓여 소면 위에 올린 요리다.

## 개요
닭고기와 야채로 만든 지리를 소면에 끼얹기 때문에 이 이름이 붙었다 .
소멘 지리는 이토시마의 대표적인 향토 요리로 오본·정월이나 모내기 같은 농사일, 신사나 공민관의 지역 행사 등 주민 모임의 음식으로 친숙하다. 닭을 사육하는 집이 많은 레이산이나 이토 등 중산간 지역에서 닭을 사용한 요리인 치쿠젠니나 카시와메시 등과 함께 흔히 먹었다. 핵가족화의 영향 등으로 가정집에서 먹을 기회는 줄어들고 있지만 현재도 경로회 같은 곳에선 만들고 있다.

## 역사
후쿠오카번의 유학자 가이바라 에키켄이 기록한 '<치쿠젠노쿠니조쿠후도키(筑前国続風土記)'에는 하카타의 상인이 타카스성(高祖城)의 주인인 하라다 씨에게 소면을 진상한 것이 기록되어 있다.
소면에 닭고기나 야채를 얹은 지금의 소멘 지리를 먹기 시작한 정확한 시기는 알 수 없지만, 메이지 30년대 이전엔 이미 존재하고 있으며  농사일을 통한 교류나 혼인으로 엮인 지역 간의 관계 등에 의해 점차 퍼져나갔다고 여겨진다.
또한 이토시마에는 사람이 죽고 처음 오본을 맞은 집에 아이들이 소면을 가져다주는 풍습이나 오본 전후에 모여 소면을 먹는 풍습이 존재하고, 소면이 단순한 음식이 아니라 지역의 전통문화의 하나로서 중요한 역할을 맡고 있다.

## 조리법
양념이나 재료는 사는 지역과 집마다 다르지만 일반적으로 다음과 같다.
물에 닭고기를 넣고 부드러워질 때까지 끓인 후, 간장과 설탕을 넣고 맛을 낸다. 국물에 한입 크기로 자른 실곤약, 두부, 우엉, 양배추, 파 등을 넣고 재료에 국물의 맛을 입힌다. 그릇에 삶은 국수를 넣고 닭고기나 야채 등의 재료와 함께 국물을 국수에 끼얹는다.